# Жюрьен де ла Гравьер (бронепалубный крейсер)
Бронепалубный крейсер «Жюрьен де ла Гравьер» (фр. Jurien de la Gravière) — бронепалубный крейсер I класса французского флота, построенный в начале XX века. Стал развитием концепции океанских «сверхбыстроходных» истребителей торговли, продолжал линию развития крейсеров «Шаторено» (фр. Châteaurenault) и «Гишен» (фр. Guichen). Внешне очень напоминал «Гишен». Стал последним французским бронепалубным крейсером I класса.

## Проектирование

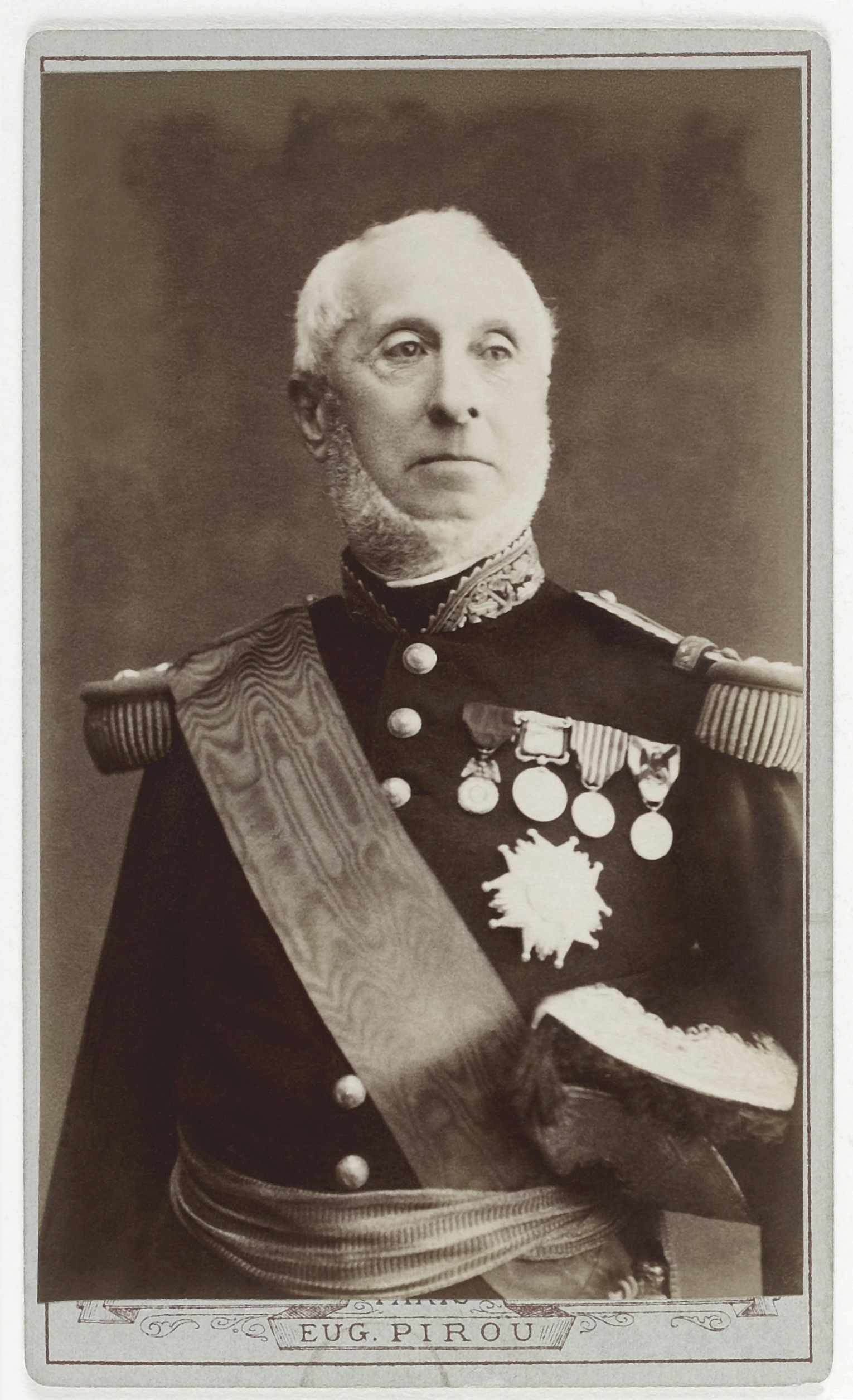
Жюрьен де ла Гравьер

Создание проекта было вызвано желанием получить крейсер наилучшим образом приспособленный для операций на океанских коммуникациях. Традиционные крейсера 1890-х годов как правило не обладали должным радиусом действия и не могли длительное время поддерживать высокую скорость, в отличие от трансатлантических лайнеров и пакетботов. Требовалось создать корабль весьма быстроходный, с большим запасом угля и надёжной силовой установкой. При этом он ещё и не должен был быть слишком большим, по финансовым соображениям, что предполагало ослабление вооружения и защиты.
Французский флот, уже получивший два весьма малоудачных «истребителя торговли», тем не менее, пытался всё-таки создать совершенный рейдер. Этой последней попыткой и оказался крейсер «Жюрьен де ла Гравьер».

## Конструкция

### Корпус
С конструктивной точки зрения «Жюрьен де ла Гравьер» представлял собой уменьшенный вариант крейсера «Гишен». Так же, как и на прототипе, имелся протяжённый спардек, а дымовые трубы группировались по две в оконечностях корабля. Как и на «Гишене», проектировщики отказались от тарана, но если прототип имел прямой форштевень, то на «Жюрьен де ла Гравьере» он получил внутренний наклон. Корпус крейсера был ещё более заужен, чем у его предшественников, что должно было повысить скорость. Фактически прочность корпуса оказалась недостаточной и корабль сильно вибрировал на полном ходу. Управляемость и маневренность «Жюрьена де ла Гравьера» признавалась неудовлетворительной — на полном ходу диаметр полной циркуляции достигал 2000 м.

### Силовая установка
«Жюрьен де ла Гравьер» имел трёхвальную силовую установку, питаемую водотрубными котлами конструкции Гюйо дю Тампля. Несмотря на проводившиеся в течение года испытания, крейсер так и не достиг контрактной скорости. При этом машинные отделения оказались очень тесными и затрудняли нормальную эксплуатацию. Тем не менее, крейсер мог развить скорость 21,7 узла при мощности машин около 14 000 л. с. Запас угля составлял 896 тонн.

### Бронирование
Бронирование «Жюрьен де ла Гравьера» было ослаблено, по сравнению с предшественниками. Основой защиты являлась броневая палуба. Её плоская часть имела толщину 55 мм в средней части корабля, толщина скосов составляла там же 65 мм, против 100 мм у «Гишена» и «Шаторено». В оконечностях толщина палубы уменьшалась до 35 мм а плоской части и 55 мм на скосах. Эта защита дополнялась узким коффердамом и водонепроницаемыми отсеками поверх броневой палубы. Орудия прикрывались щитами толщиной 70 мм и низкими барбетами. Элеваторы подачи боеприпасов защищались 25 мм бронёй.

### Вооружение
Главный калибр включал восемь орудий калибра 164,7-мм, с длиной ствола 45 калибров, размещённых на верхней палубе. Два из них находились в оконечностях, ещё два на полубаке и стреляли через порты, остальные устанавливались в спонсонах. Орудие весило 7 040 кг и стреляло фугасными снарядами весом 50,5 кг и бронебойными, весом 52 кг, с начальной скоростью 770 м/с.
Противоминная артиллерия состояла из обычного для французских кораблей набора 47-мм и 37-мм скорострельных пушек производства фирмы «Гочкисс» (фр. Hotchkiss et Cie). 47-мм пушка с длиной ствола 40 калибров, весила 237 кг и стреляла полуторакилограммовым снарядом с начальной скоростью 610 м/с. 37-мм орудие с длиной ствола 35 калибров весило 35 килограммов и стреляло снарядом весом 0,455 кг с начальной скоростью 402 м/с.

## Служба
«Жюрьен де ла Гравьер» был заложен в ноябре 1897 года в Лорьяне, на верфи ВМФ. На воду крейсер спустили 26 июля 1899 года, а в строй он вступил в 1903 году. Принимал участие в Первой мировой войне, действуя на Средиземном море. С 1920 года был стационером в Сирии. Списан и сдан на слом в 1922 году.

## Оценка проекта
Последние бронепалубные крейсера, включая «Жюрьен де ла Гравьер», привели командование французского флота к выводу о порочности самой концепции большого бронепалубного крейсера. Большие и дорогостоящие, они были слишком слабо вооружены и защищены, чтобы участвовать в бою с серьёзным противником. В случае с «Жюрьеном де ла Гравьером» это дополнялось индивидуальными недостатками самого корабля — слабым корпусом, приводившим к вибрации на полном ходу и неудовлетворительными маневренными характеристиками. Получив столь неудачный опыт, французы отказались от развития бронепалубных крейсеров и перешли к массовому строительству броненосных.